# خاندان ایوامورا توئویاما

مون خاندان

خاندان ایوامورا توئویاما (به ژاپنی: 岩村遠山氏 いわむらとおやまし)، یکی از خاندان‌های ژاپنی شاخه اصلی خاندان توئویاما بود. این خاندان از اوایل دوره کاماکورا تا پایان دوره سنگوکو ادامه یافت هر چند مدتی در طول این زمان منحل شد. این خاندان در قلعه ایوامورا در ولایت مینو مستقر بود.